# نادي وادي الريان
نادي وادي الريان الرياضي، هو نادي كرة قدم أردني مقره في طبقة فحل، الأردن. ويتنافس حالياً في دوري الدرجة الثالثة الأردني [الإنجليزية]، وهو المستوى الرابع لكرة القدم الأردنية.

## تاريخ
شارك وادي الريان في دوري الدرجة الثانية الأردني 2023 [الإنجليزية] بصفته فريقًا صاعدًا حديثًا. شارك في كأس الأردن 2023–24 [الإنجليزية]، حيث أُقصِيَ على يد الرمثا في دور الـ32. أنهى وادي الريان الدوري في المركز السابع من بين 8 فرق، مما أدى إلى هبوطه إلى دوري الدرجة الثالثة الأردني.

## لاعبين بارزين
- عبد الله دعوس[6]